# 쉴라 제럴딘 메리 머피
실라 제럴딘 메리 머피(Sheila Geraldine Mary Murphy, 1898년 12월 28일 ~ 1983년 1월 15일)는 아일랜드의 여성 외교관 겸 정치가였다.

## 생애
아일랜드 무소속 하원 의원 출신인 그녀는 그 후 더글러스 하이드 아일랜드 대통령 시절 대통령 비서실 예하 외교행정비서관 직책을 잠시 지내었다.
1945년 2차 대전 종전 후 미국과의 친분을 갖던 그녀는 그 후 1946년 5월 31일 지브롤터 총독부를 방문 당시와 1946년 8월 26일 홍콩 총독부 방문 당시 각각 소피아 양(Sofia Yang)이라는 영어 이름을 사용하였으며 1946년 10월 16일 미 군정 조선 남조선 과도정부 서울 미군정청을 방문 당시 조혜령(趙慧玲)이라는 한국어 이름을 사용하였다.